# ۸ زن (فیلم)
۸ زن (به فرانسوی: 8 femmes) فیلمی فرانسوی در ژانر کمدی سیاه از فرانسوا اوزون (به فرانسوی: François Ozon) که اقتباسی است از نمایشنامه‌ای به همین نام نوشته روبر توماس (به فرانسوی: Robert Thomas) که در سال ۲۰۰۲ منتشر شد.

## خلاصه داستان
در سالهای ۱۹۵۰ در یک خانه بزرگ اشرافی حومه شهر در حالی که بنظر می‌رسد ساکنان خانه خود را برای جشن کریسمس آماده می‌کنند. درامی اتفاق می‌افتد: صاحب خانه (مارسل) به قتل می‌رسد. ۸ زنی که با مقتول آشنا هستند یکی یکی در فیلم معرفی می‌شوند و یکی از آن‌ها به‌طور حتم باید قاتل باشد.
یک روز طولانی و پرکشمکش برای جستجوی قاتل آغاز می‌شود. کم‌کم در می‌یابیم که هر کدام از این ۸ زن اسرار پنهان و ناگفته‌ای دربارهٔ قربانی با خود دارند.
نقاب بر چهره‌ها یکی یکی برداشته می‌شود و حقیقیت بی‌رحمانه و غم‌انگیز آشکار خواهد شد.

## شخصیت‌های فیلم
- مامی: مادر زن مارسل (قربانی) زنی خسیس و الکلی که ثروت واقعی‌اش را از دامادش مخفی می‌کند؛ در حالی که می‌تواند شرکت دامادش را از ورشکستگی نجات دهد. بنظر می‌رسد که مامی قاتل همسرش نیز بوده‌است.
- گابی: همسر مارسل که اندک زمانی قبل از تولد دخترش با او ازدواج می‌کند و با شریک همسرش ژاک که باعث ورشکستگی شرکت است، ارتباط دارد و قصد دارد با معشوقش به مکزیک فرار کند. او عاشق پول هم هست.
- سوزون: دختر خواننده مارسل که درمی‌یابد فرزند واقعی پدرش نیست. او همچنین از مارسل پدر خوانده‌اش در یک ارتباط نامشروع باردار است.
- کاترین: دختر کوچک مارسل که عزیز کرده پدرش است. عاشق داستان‌های جنایی است و صحنه قتل پدر را بازسازی می‌کند و با این صحنه سازی و برافتادن پرده‌ها و آشکار شدن حقایق باعث خودکشی پدرش می‌شود.
- پیرت: خواهر مارسل زنی که از تن‌فروشی و رقص برهنه گذران زندگی می‌کند. جهت باج خواهی از برادر مخفیانه وارد خانه شده. بخشی از این پول را هم جهت حق‌السکوت به لوییز خدمتکار خانه می‌دهد تا ورود مخفیانه او را لو ندهد. او همچنین با ژاک معشوق گابی رابطه دارد. با خانم شانل ارتباط همجنسگرایانه دارد و گاه گاهی با او دیدار می‌کند.
- مادام شانل: سر خدمتکار، آشپز و دایه سوزون که با پیرت هم ارتباط همجنسگرایانه دارد.
- لوییز: خدمتکار خانه که دو ماه است برای گابی کار می‌کند و از پنج سال پیش معشوقه مارسل بوده. او که به طرز پنهانی عاشق رئیس خود گابی است، حاضر به هر نوع از خود گذشتگی برای اوست.
- اوتین: خواهر زن مارسل، پیر دختری بداخلاق، حریص و خیالباف که در خیال خود را معشوقه شوهر خواهرش می‌پندارد. او که هرگز مرگ پدرش را فراموش نکرده و وقتی می‌فهمد مادرش قاتل پدر بوده، تصمیم می‌گیرد مادرش را بکشد.
- مارسل: قربانی ماجرا که در واقع ترحم بیننده را هم برمی‌انگیزد. او توسط معشوق همسرش به نابودی کشانده شده و توسط سایرین هم مورد سوء استفاده واقع شده.

## بازیگران
- کاترین دنو - گابی
- فنی اردان - پیرت
- دانیل داریو - مامی
- ایزابل هوپر - اوتین
- ویرژینی لدواین - سوزون
- لودیوین سنیه - کاترین
- فیرمین ریچارد - مادام شانل
- دمنیک لامور:مارسل[۳]

## جایزه
نامزد خرس نقره‌ای جشنواره فیلم برلین ۲۰۰۲